# Sonta

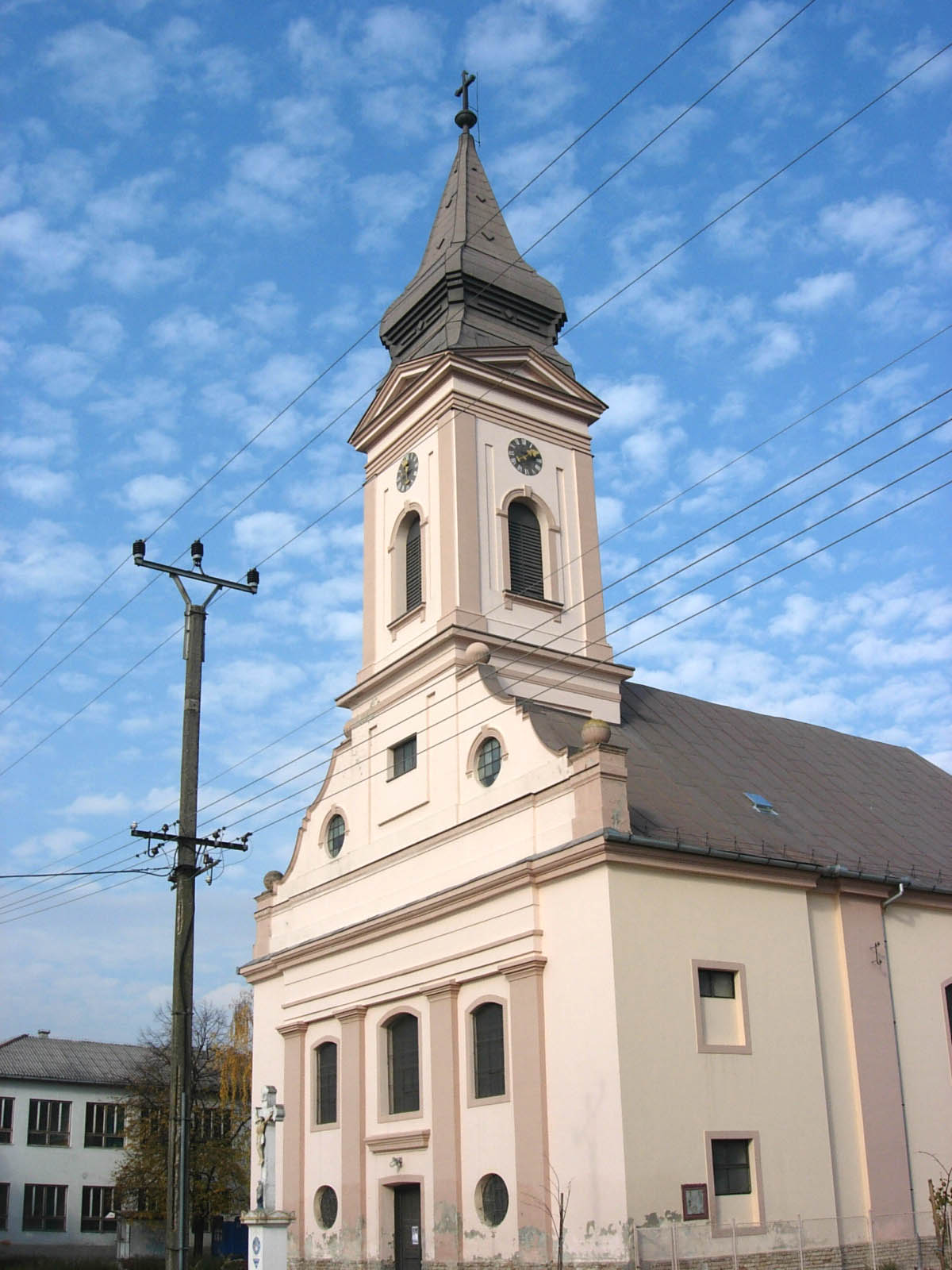
Römisch-katholische Kirche „Sveti Lovro“ (Heiliger Laurentius)

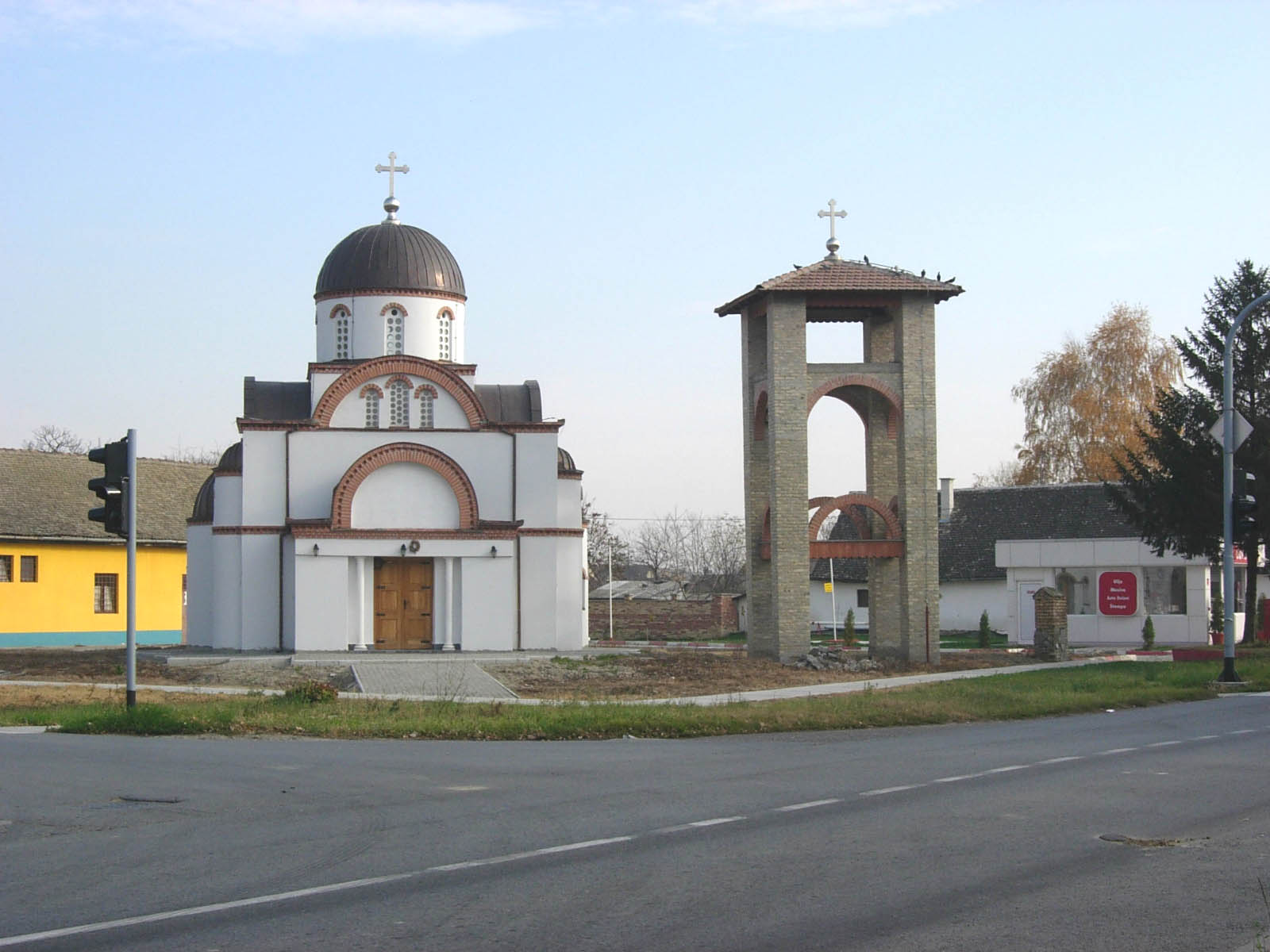
Die neue serbisch-orthodoxe Kirche

Sonta (serbisch-kyrillisch Сонта, ungarisch Szond) ist ein Dorf in der Opština Apatin im Bezirk West-Batschka (Zapadna Bačka) der autonomen Provinz Vojvodina in Serbien mit einer kroatischen Mehrheit unter den 4331 Einwohnern.

## Ortsname
Nach mündlichen Überlieferungen der Bewohner leitet sich der Ortsname ab von Sonda Vidaković, Anführer der ersten Schokatzen aus der Herzegowina.

## Kultur
Schutzpatron Sontas ist Laurentius von Rom.

## Geschichte
Spuren und Dokumente menschlicher Siedlungen finden sich erstmals im 12. Jahrhundert. In den Dokumenten von König Béla III., die aus den Jahren 1137 bis 1196 datieren, wird erwähnt, dass die Ortschaft Sonta mit den Umliegenden Weiler als Terra Zund dem Macharias Comes gehört. 1361 wird der Ort von der Mutter Ludwig I. gekauft, es ist dabei von Klein und Groß Sonta die Rede.
Wegen der regelmäßigen Überschwemmungen zogen die Einwohner 1806 weiter in das heutige Ortsgebiet. In osmanischen Schriften werden bereits 36 römisch-katholische Familien erwähnt. Bis 1836 wuchs die Bevölkerung auf 2785 Einwohner. Im Jahre 1890 lebten in Sonta bereits 4972 Einwohner, davon 3070 Schokatzen, 1041 Deutsche, 838 Ungarn und 23 Sonstige. 1898 zählte der Ort 4972 Einwohner. 1961 erreichte Sonta mit 6821 Einwohnern seine größte Einwohnerzahl und war seinerzeit eine der größten kroatischen Gemeinden in der Batschka.
Im Juni 2006 erlangte die Gemeinde von Sonta beim Apatiner Stadtrat den Sonderstatus einer anerkannten kroatischen Gemeinde mit der offiziellen Amtssprache kroatisch. Seit 1991 ist die Bevölkerungszahl der Ortsgemeinde rückläufig. Nach 1991 veränderte sich die Bevölkerungsstruktur erstmals zu Gunsten der Serben, da viele (vor allem junge) Ungarn und Kroaten aus Angst vor einer Rekrutierung in die Jugoslawische Armee infolge des Kroatienkrieges nach Ungarn oder Kroatien flohen. Zudem musste auch Sonta, wie die meisten Ortschaften in der Vojvodina, zahlreiche Serben aus Kroatien und aus Bosnien, später auch aus dem Kosovo aufnehmen.

## Bevölkerungsverteilung
Nach der letzten Volkszählung von 2002
- Kroaten: 2966 (59,4 %)
- Serben: 975 (19,5 %)
- Magyaren: 267 (5,6 %)
- Roma: 138 (2,8 %)

Weitere Volkszählungen:
- 1961: 6821
- 1971: 6508
- 1981: 6313
- 1991: 5990
- 2002: 4992
- 2011: 4331

## Persönlichkeiten
- Johann Rickert (1928–2002), jugoslawisch-deutscher Orgelbauer